# Бусский район
Бу́сский райо́н (укр. Буський район) — упразднённая административная единица Львовской области Украины. Административный центр — город Буск.
Район расположен в северо-восточной части Львовской области в пределах Буго-Стрыйской равнины. Значительные площади покрыты лесом, которые занимают 20,6 тыс. га (24 % всей территории района). На территории Бусского района находятся 49 прудов и озёр общей площадью 453 га. Площадь района — 856 км². В его составе 83 населённых пункта (1 город, 2 посёлка, 80 сёл) входят в состав городского (Бусского), двух поселковых (Красненского и Олеского) и 24 сельских советов.
Районный центр Буск (старинное название Бужск) находится за 51 км от г. Львова, вдоль автострады «Киев—Чоп».
В 2008 году, при обследовании остатков сгоревшего дома дубильщика в Буске, в слоях первой половины XIII века была обнаружена берестяная грамота и костяное писало.

## История
4 марта 1959 года к Бусскому району были присоединены части территорий упразднённых Красненского и Новомилятинского районов. Упразднён 30 декабря 1962 года, восстановлен 8 декабря 1966 года.

## Население
По результатам всеукраинской переписи населения 2001 года в районе проживало 50,9 тысяч человек (95,9 % по отношению к переписи 1989 года), из них русских — 0,3 тысяч человек (0,6 %) и поляков — 0,1 тысяч человек (0,2 %).
|                                                       |  |                                    |  |  |
| Здание Бусской районной государственной администрации |  | Комплекс Бусской районной больницы |  |  |